# Silvia Rupil
Silvia Rupil (Gemona del Friuli, 15 maggio 1985) è un'ex fondista italiana.
È figlia di Giampaolo, a sua volta fondista di alto livello, che ha partecipato nel 1980 all'edizione dei XIII Giochi Olimpici Invernali svoltasi a Lake Placid negli Stati Uniti d'America..

## Biografia
Originaria di Camporosso di Tarvisio, debuttò in campo internazionale all'età di 7 anni conseguendo l'oro e l'argento nella prestigiosa gara Internazionale del Trofeo Topolino. 
Oltre ai Mondiali di Oslo del 2011 in Norvegia dove ha ottenuto il 4º posto nella staffetta ha partecipato a 5 Mondiali nelle categorie Juniores e Under 23 conseguendo risultati di rilievo, tra i quali il nono posto nel 2002 nella 5 Km ai Mondiali Juniores in Germania. 
In Coppa del Mondo esordì il 13 dicembre 2006 nella 10 km a tecnica classica di Cogne (69ª), ottenne l'oro il 21 novembre 2010 in Svezia nella staffetta di Gällivare (3ª) e l'oro in Russia il 6 febbraio 2011 nella staffetta di Rybinsk.
Nel 2009 ha ottenuto l'oro nella famosa gara internazionale Dobbiaco-Cortina in tecnica classica 42 Km e durante la carriera ha partecipato e vinto 3 Kurrikala Cup. 
Nella stagione 2008 e 2009 è stata vincitrice della classifica di Coppa Europa generale, che gli è valsa la partecipazione all'edizione dei XXI Giochi Olimpici invernali tenutasi in Canada a Vancouver nel 2010.
Ai Giochi Olimpici di Vancouver, all'età di 24 anni, ha ottenuto il 14° posto nella 10 km Freestyle, il 16º posto nella 15 Km Pursuit e il 4º posto nella staffetta 4x5 Km.
Durante la sua carriera agonistica, sulla base dei risultati ottenuti, è stata inserita nel cosiddetto "Gruppo Rosso" che comprende le 20 atlete più forti al mondo.

## Palmarès

### Coppa del Mondo (World Cup)
- 3 podi:
  - 1 oro
  - 1 argento
  - 1 bronzo

#### Coppa del Mondo (World Cup) - oro
| Data            | Luogo   | Paese  | Disciplina                                                 |
| --------------- | ------- | ------ | ---------------------------------------------------------- |
| 6 febbraio 2011 | Rybinsk | Russia | 4x5 km (con Magda Genuin, Marianna Longa e Arianna Follis) |

Campionati Italiani
2010 (argento) 10 Km
2010 (bronzo) Pursuit
2011 (oro) Pursuit
Coppa Europa (Opa Cup)
2003 (argento) 10 Km Pursuit Entracque (ITA)
2006 (bronzo) 10 Km Pursuit Freestyle Oberstdorf (GER)
2007 (bronzo) 5 Km Medvode (SLO)
2007 (argento) 5 Km Obertilliach (AUS)
2007 (nono posto) 10 Km Mondiali Under 23 (ITA)
2007 (settimo posto) 5 km Pursuit Mondiali Under 23 (ITA)
2007 (oro) 5 Km Classica (ITA)
2007 (argento) 10 Km Freestyle (ITA)
2009 (oro) 10 Km Pursuit (GER)
2009 (bronzo) 5 Km Freestyle Rogla (SLO)
2009 (argento) 10 Km Freestyle Schilpario (ITA)
2009 (oro) 5 Km Classica Campra (SUI)
2009 (argento) 5 Km Freestyle La Clusaz (FRA)
2009 (settimo posto) 4x5 Relay Beitostolen (NOR)
Coppa del Mondo (World Cup)
2010 (sesto posto) Canmore (CAN)
2010 (bronzo) staffetta 4x5 Km Gallivare (SWE)
2010 (nono posto) 15 Km Freestyle La Clusaz (FRA)
2010 (argento) 4x5 Km La Clusaz (FRA)
2010 (diciottesimo posto) 30 Km Oslo (NOR)
2011 (oro) staffetta 4x5 Km Rybinsk (RUS)
2011 (ottavo posto) 10 Km Pursuit Rybinsk (RUS)
Campionati Mondiali (World Champion)
2002 (nono posto) 5 Km Mondiali Juniores (GER)
2011 (quarto posto) 4x5 Km Oslo (NOR)
XXI Giochi Olimpici Invernali Vancouver Canada
2010 (quattordicesimo posto) 10 Km Freestyle
2010 (sedicesimo posto) 15 Km Pursuit 
2010 (quarto posto) staffetta 4x5 Km
Legenda:
TC = tecnica classica
TL = tecnica libera